# MYO1C
MYO1C‏ (Myosin IC) هوَ بروتين يُشَفر بواسطة جين MYO1C في الإنسان.